# 3-я авиационная дивизия дальнего действия
3-я авиационная дивизия дальнего действия (3-я ад дд) — авиационное соединение Военно-Воздушных сил (ВВС) Вооружённых Сил РККА дальней бомбардировочной авиации, принимавшее участие в боевых действиях Великой Отечественной войны.

## История наименований дивизии
- 81-я авиационная дивизия;

Первый командир дивизии А. Е. Голованов

- 81-я бомбардировочная авиационная дивизия;
- 81-я дальняя бомбардировочная авиационная дивизия;
- 3-я авиационная дивизия дальнего действия;
- 1-я гвардейская авиационная дивизия дальнего действия[1];
- 1-я гвардейская авиационная Орловская дивизия дальнего действия;
- 11-я гвардейская бомбардировочная авиационная Орловская дивизия;
- 11-я гвардейская бомбардировочная авиационная Орловская Краснознаменная дивизия;
- 11-я гвардейская бомбардировочная авиационная Орловско-Берлинская Краснознаменная дивизия;
- 11-я гвардейская тяжелая бомбардировочная авиационная Орловско-Берлинская Краснознаменная дивизия;
- 25-я ракетная дивизия (01.04.1959 г.)[2];
- 23-я гвардейская ракетная Орловско-Берлинская Краснознаменная дивизия[2];
- Войсковая часть 21201[2].

## История и боевой путь дивизии

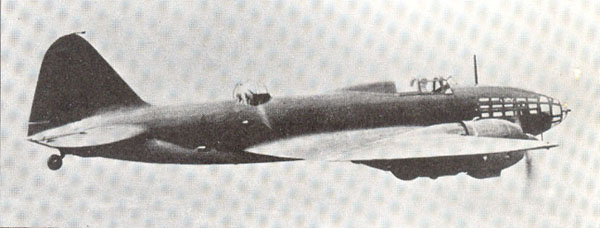
Самолёт Ил-4, состоящий на вооружении полков дивизии.

3-я авиационная дивизия дальнего действия сформирована преобразованием в декабре 1941 года на основании Приказа НКО № 00115 от 3 декабря 1941 года из 81-й авиационной дивизии дальнего действия. В соответствии с приказом и во исполнение постановления Государственного Комитета Обороны № ГКО-977с предполагалось сформировать к 5 декабря 1941 года 3-ю авиационную дивизию дальнего действия в составе:
- Управления дивизии;
- 746-го авиационного полка дальнего действия в составе 10 кораблей ТБ-7 (командир —  полковник В. И. Лебедев);
- 747-го авиационного полка дальнего действия составе 10 кораблей ЕР-2 (командир —  подполковник А. Г. Гусев);
- 748-го авиационного полка дальнего действия составе 20 кораблей ДБ-3Ф (командир —  полковник Н. И. Новодранов);
- 433-го резервного авиационного полка ТБ-7.

Дислокация дивизии — Монино. На формирование дивизии обращалась 81-я авиационная дивизия в составе Управления дивизии, 432-го, 420-го, 212-го и 421-го авиационных полков. Дивизия находилась в непосредственном подчинении Ставки Верховного Главнокомандования.
Полки дивизии, входя в состав Авиации дальнего действия наносили удары по танковым соединениям, артиллерии и живой силе противника в районе сосредоточения и на поле боя, его резервам в глубине и по железнодорожным станциям, узлам и эшелонам, аэродромам и портам, мостам и переправам, нарушая транспортную инфраструктуру противника. Одновременно полки дивизии привлекались руководством для нанесения ударов по крупным военно-промышленным и политическим центрам противника и в глубоком тылу. Боевые действия дивизии носили характер массированных ударов, как правило, в ночное время суток.

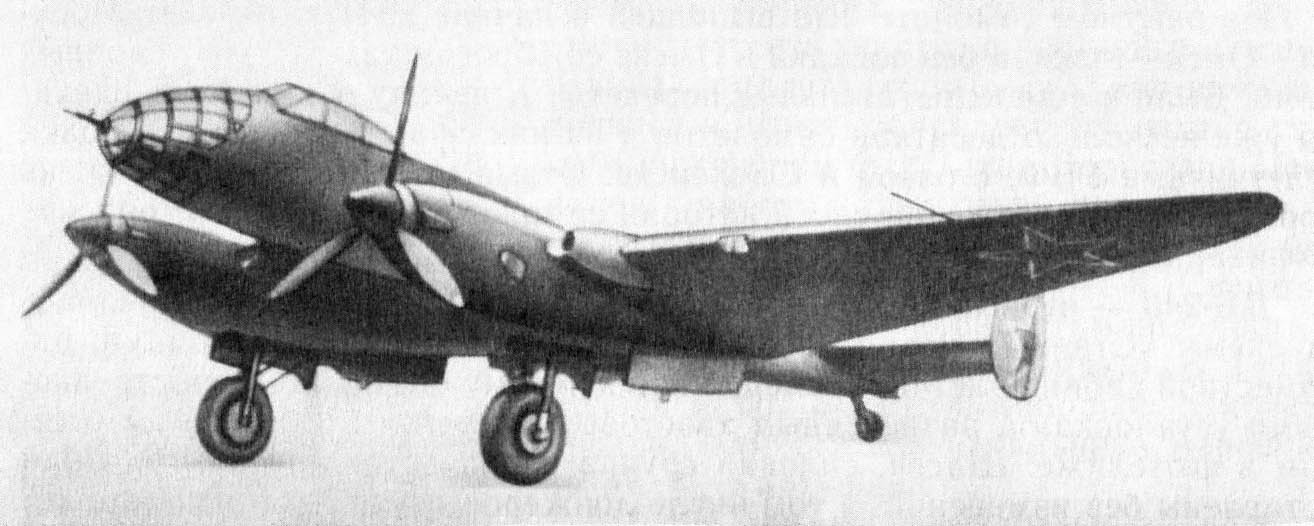
Ер-2. Самолет 747-го полка

В январе 1943 года дивизия принимала участие в Сталинградской битве, занимаясь нанесением ударов по войскам противника в завершающей стадии операции, в ходе разгрома окруженной группировки противника в районе Сталинграда.
Всего за время своего боевого пути дивизия принимала участие в операциях и битвах:
- Харьковская наступательная операция — с 12 мая 1942 года по 29 мая 1942 года.
- Сталинградская оборонительная операция — с 18 июля 1942 года по 18 ноября 1942 года.
- Ржевско-Сычёвская наступательная операция — с 30 июля 1942 года по 23 августа 1942 года.
- Великолукская наступательная операция — с 24 ноября 1942 года по 20 января 1943 года.
- Сталинградская наступательная операция — с 19 ноября 1942 года по 2 февраля 1943 года.

За успешные боевые действия 3-я авиационная дивизия дальнего действия 26 марта 1943 года переименована в 1-ю гвардейскую авиационную дивизию дальнего действия. По завершении Сталинградской битвы дивизия действовала с аэродрома в Монино.

### В действующей армии
В составе действующей армии дивизия находилась с 7 марта 1942 года по 30 марта 1943 года.

### Командир дивизии
| Звание                           | Имя                            | Период                                   | Примечание                                     |
| -------------------------------- | ------------------------------ | ---------------------------------------- | ---------------------------------------------- |
| Генерал-майор авиации            | Голованов Александр Евгеньевич | 3 декабря 1941 года — 5 марта 1942 года  | назначен командующим Авиации дальнего действия |
| Полковник, Генерал-майор авиации | Новодранов Николай Иванович    | 5 марта 1942 года — 30 августа 1942 года | погиб в авиационной катастрофе                 |
| Генерал-майор авиации            | Юханов Дмитрий Петрович        | сентябрь 1942 года — 26 марта 1943 года  |                                                |

### В составе объединений
| Дата          | Армия                          | Корпус                                               |
| ------------- | ------------------------------ | ---------------------------------------------------- |
| 03.12.1941 г. | Дальнебомбардировочная авиация |                                                      |
| 22.05.1943 г. | Авиация дальнего действия      | 1-й гвардейский авиационный корпус дальнего действия |

## Части и отдельные подразделения дивизии
За весь период своего существования боевой состав дивизии оставался постоянным:
| Период                     | Наименование                                       | Вооружение                                                           |
| -------------------------- | -------------------------------------------------- | -------------------------------------------------------------------- |
| 03.12.1941 — 12.03.1943 г. | 22-й дальнебомбардировочный авиационный полк       | ТБ-3, ДБ-3, расформирован                                            |
| 03.12.1941 — 30.03.1943 г. | 746-й авиационный полк дальнего действия           | ТБ-7, переформирован из 432-го дбап, передан в 45-ю ад дд            |
| 03.12.1941 — 30.03.1943 г. | 747-й авиационный полк дальнего действия           | Ер-2, ПС-84, переформирован из 421-го дбап, передан в 45-ю ад дд     |
| 03.12.1941 — 18.08.1942 г. | 748-й авиационный полк дальнего действия           | Ил-4, переформирован из 748-го дбап, переформирован во 2-й гв. ап дд |
| 18.08.1942 — 30.03.1943 г. | 2-й гвардейский авиационный полк дальнего действия | Ил-4                                                                 |
| 19.03.1942 — 26.03.1943 г. | 4-й авиационный полк дальнего действия             | Ил-4, переформирован в 6-й гв. ап дд                                 |
| 26.03.1943 — 30.03.1943 г. | 6-й гвардейский бомбардировочный авиационный полк  | Ил-4, передан в 6-ю гв. ад дд                                        |

## Присвоение гвардейских званий

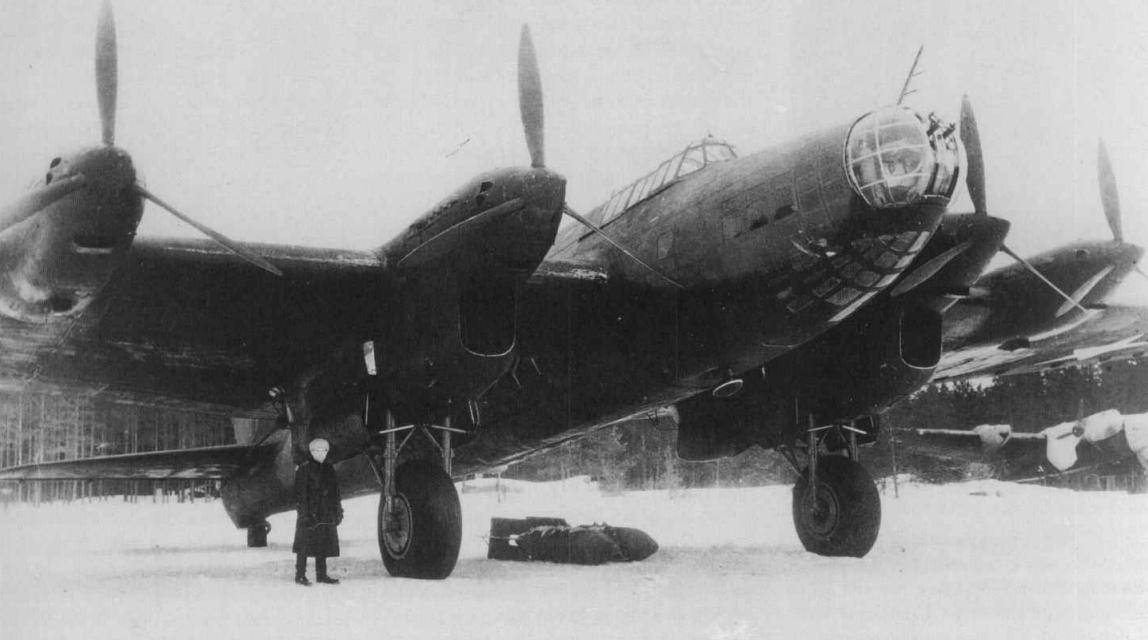
Самолет ТБ-7 (Пе-8) на аэродроме в Кратово

За образцовое выполнение заданий командования, мужество и героизм личного состава, проявленные в борьбе с немецко-фашистскими захватчиками:
- 3-я авиационная дивизия дальнего действия 26 марта 1943 года приказом НКО СССР переименована в 1-ю гвардейскую авиационную дивизию дальнего действия[1].
- 4-й авиационный полк дальнего действия 26 марта 1943 года приказом НКО СССР переименован в 6-й гвардейский авиационный полк дальнего действия[1].
- 748-й авиационный полк дальнего действия 18 августа 1942 года приказом НКО СССР переименован во 2-й гвардейский авиационный полк дальнего действия[7].

## Отличившиеся воины дивизии
- Молодчий Александр Игнатьевич, гвардии капитан, заместитель командира эскадрильи 2-го гвардейского авиационного полка дальнего действия 3-й авиационной дивизии дальнего действия Указом Президиума Верховного Совета СССР от 31 декабря 1942 года удостоен звания дважды Герой Советского Союза. Золотая Звезда № 2/6.
- Асямов Сергей Александрович, майор, командир корабля 746-го авиационного полка дальнего действия 3-й авиационной дивизии дальнего действия Указом Президиума Верховного Совета СССР от 20 июня 1942 года удостоен звания Герой Советского Союза. Посмертно.
- Андреев Иван Фёдорович, гвардии капитан, командир звена 2-го гвардейского авиационного полка дальнего действия 3-й авиационной дивизии дальнего действия Указом Президиума Верховного Совета СССР от 31 декабря 1942 года удостоен звания Герой Советского Союза. Золотая Звезда № 779.

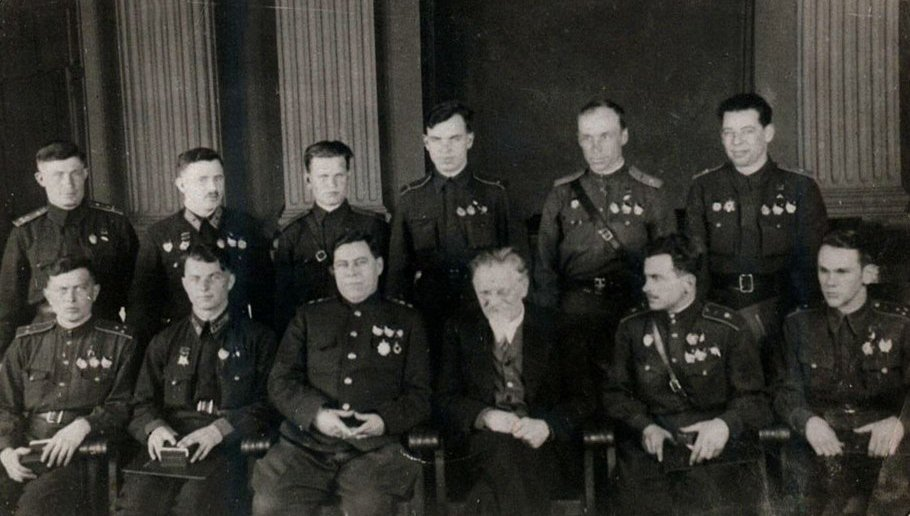
Лётчики дивизии после вручения наград в Кремле. М. В. Симонов (второй ряд, первый справа). Москва, 1943 год)

- Гаранин Алексей Дмитриевич, гвардии капитан, командир звена 2-го гвардейского авиационного полка дальнего действия 3-й авиационной дивизии дальнего действия Указом Президиума Верховного Совета СССР от 31 декабря 1942 года удостоен звания Герой Советского Союза. Золотая Звезда № 773.
- Гречишкин Василий Константинович, старший лейтенант, командир звена 748-го дальнего бомбардировочного авиационного полка 3-й авиационной дивизии дальнего действия Указом Президиума Верховного Совета СССР от 20 февраля 1942 года удостоен звания Герой Советского Союза. Золотая Звезда № 679.
- Даньщин Сергей Петрович, гвардии капитан, командир звена 2-го гвардейского авиационного полка дальнего действия 3-й авиационной дивизии дальнего действия Указом Президиума Верховного Совета СССР от 25 марта 1943 года удостоен звания Герой Советского Союза. Золотая Звезда № 826.
- Краснухин Александр Михайлович, гвардии майор, командир звена 2-го гвардейского авиационного полка дальнего действия 3-й авиационной дивизии дальнего действия Указом Президиума Верховного Совета СССР от 31 декабря 1942 года удостоен звания Герой Советского Союза. Золотая Звезда № 786.
- Куликов, Сергей Иванович, гвардии майор, штурман звена 2-го гвардейского авиационного полка дальнего действия 3-й авиационной дивизии дальнего действия Указом Президиума Верховного Совета СССР от 31 декабря 1942 года удостоен звания Герой Советского Союза. Золотая Звезда № 766.
- Матросов Алексей Евлампиевич, майор, командир эскадрильи 4-го авиационного полка дальнего действия 3-й авиационной дивизии дальнего действия Указом Президиума Верховного Совета СССР от 25 марта 1943 года удостоен звания Герой Советского Союза. Золотая Звезда № 829.
- Несмашный Григорий Иванович, гвардии капитан, штурман звена 2-го гвардейского авиационного полка дальнего действия 3-й авиационной дивизии дальнего действия Указом Президиума Верховного Совета СССР от 31 декабря 1942 года удостоен звания Герой Советского Союза. Золотая Звезда № 699.
- Рубцов Анатолий Петрович, капитан, командир звена 4-го авиационного полка дальнего действия 3-й авиационной дивизии дальнего действия Указом Президиума Верховного Совета СССР от 31 декабря 1942 года удостоен звания Герой Советского Союза. Золотая Звезда № 795.
- Рябов Михаил Тимофеевич, капитан, штурман корабля 4-го авиационного полка дальнего действия 3-й авиационной дивизии дальнего действия Указом Президиума Верховного Совета СССР от 31 декабря 1942 года удостоен звания Герой Советского Союза. Золотая Звезда № 794.
- Симонов Михаил Васильевич, гвардии капитан, командир звена 2-го гвардейского авиационного полка дальнего действия 3-й авиационной дивизии дальнего действия Указом Президиума Верховного Совета СССР от 31 декабря 1942 года удостоен звания Герой Советского Союза. Золотая Звезда № 796.
- Штепенко Александр Павлович, майор, штурман эскадрильи 746-го авиационного полка дальнего действия 3-й авиационной дивизии дальнего действия Указом Президиума Верховного Совета СССР от 20 июня 1942 года удостоен звания Герой Советского Союза. Золотая Звезда № 596.

## Базирование
| Период            | Аэродром                   |
| ----------------- | -------------------------- |
| 12.1941 — 04.1943 | Монино, Московская область |